# Manel Clot
Manel Clot (Granollers, España, 1956 - 2016) fue un teórico y crítico de arte, así como curador de exposiciones, de gran influencia en la escena española a partir de la década de 1980. 

## Biografía
Nacido en Granollers, Barcelona, en 1956, estudió en la Universidad Autónoma de Barcelona. Comenzó a ejercer la crítica de arte en la década de 1980, en medios como EL PAIS o la revista Lápiz, que por entonces tenía un gran ascendente en el país, además de numerosas publicaciones extranjeras. Profundo conocedor de la escena artística, acompañó a una generación entera de creadores españoles que emergieron junto a él, participando activamente de múltiples iniciativas. Su estilo de escribir era único: largas frases de hasta 300 palabras repletas de subordinadas, abundancia de subjuntivos e hipérboles frecuentes. Sus textos se llenaban de neologismos que él creaba, idóneos para hablar del complejo arte de su época, como "interzonalidad", al mismo tiempo que adaptó rápidamente ideas provenientes de la nueva cultura digital, como "hipertextualidad". 
A su alrededor crecieron numerosos artistas con los que compartió amistad: Joan Morey, Carles Congost, Javier Peñafiel y Francesc Ruiz, al mismo tiempo que estuvo cerca de muchos otros, como Oscar Abril Ascaso, Luz Broto, Mabel Palacín o Jordi Colomer, quien pronunció unas bellas palabras en su funeral. Muchos críticos de arte y curadores también recibirían su influencia, como David G. Torres, Frederic Montornés, Montse Badia o Ferran Barenblit.
Entre las exposiciones de las que fue curador destacan: Time Span, (Fundació ‘la Caixa' de Barcelona, 1990); Subjecte de ficció (Centre d'Art Santa Mònica, 1991); Onze escultures (Museu de Granollers, 1991); Historia natural. El doble hermético (Centro Atlántico de Arte Moderno de Las Palmas CAAM, 1992); Cicle d'exposicions La Cambra daurada, (La Capella, 1994); Cicle d'exposicions Espais de desig, (La Capella, 1994/95) Spaces of Desire, (Transmission Gallery de Glasgow, 1996); Sophie Calle: Relats, (Fundació ‘la Caixa', Madrid y Barcelona 1996-1997); Dies Irae,(Museu de Granollers, 1997); Hipertronix,(Espai d'Art Contemporani de Castelló,1999); Inter/Zona,(Palau de la Virreina, 2000); Francesc Abad: Bloc W.B., (Museu de Granollers, 2006) e Instituto Cervantes de Berlín (2008); Constel·lació Cumella. Les mans industrials. (Col·legi d'Arquitectes de Catalunya, 2007) y Sin escenario (Museo de Arte Contemporáneo de Panamá, MADC San José, Costa Rica, Museo de Arte de El Salvador (MARTE) San Salvador, 2009). 
Uno de sus proyectos más duraderos fue el Museo de las Frases, un archivo inacabable de citas que acumuló a lo largo de su vida, pero a las que dio vida articulada solo a partir de 2003. Un conjunto atemporal, caótico, desjerarquizado que permitía una lectura desordenada y enriquecedora. Tal era la visión de Clot de la contemporaneidad, un continuo brotar de ideas que poco a poco van tomando sentido, basándose en cierta arbitrariedad y complicidad. Ese fue el punto de partida de su último proyecto expositvo, ReserVoir, en la Capella en 2015 y que constituiría, sin saberlo, el legado que permanecería en la memoria de muchos de aquellos que le tuvieron como referente.
De salud frágil, murió tempranamente, antes de cumplir los sesenta años, en Granollers tras una larga enfermedad. 